# Ammotrypane cordiformis
Ammotrypane cordiformis är en ringmaskart som beskrevs av Maurice Caullery 1944. Ammotrypane cordiformis ingår i släktet Ammotrypane och familjen Opheliidae. Inga underarter finns listade i Catalogue of Life.